# 메리 마틴

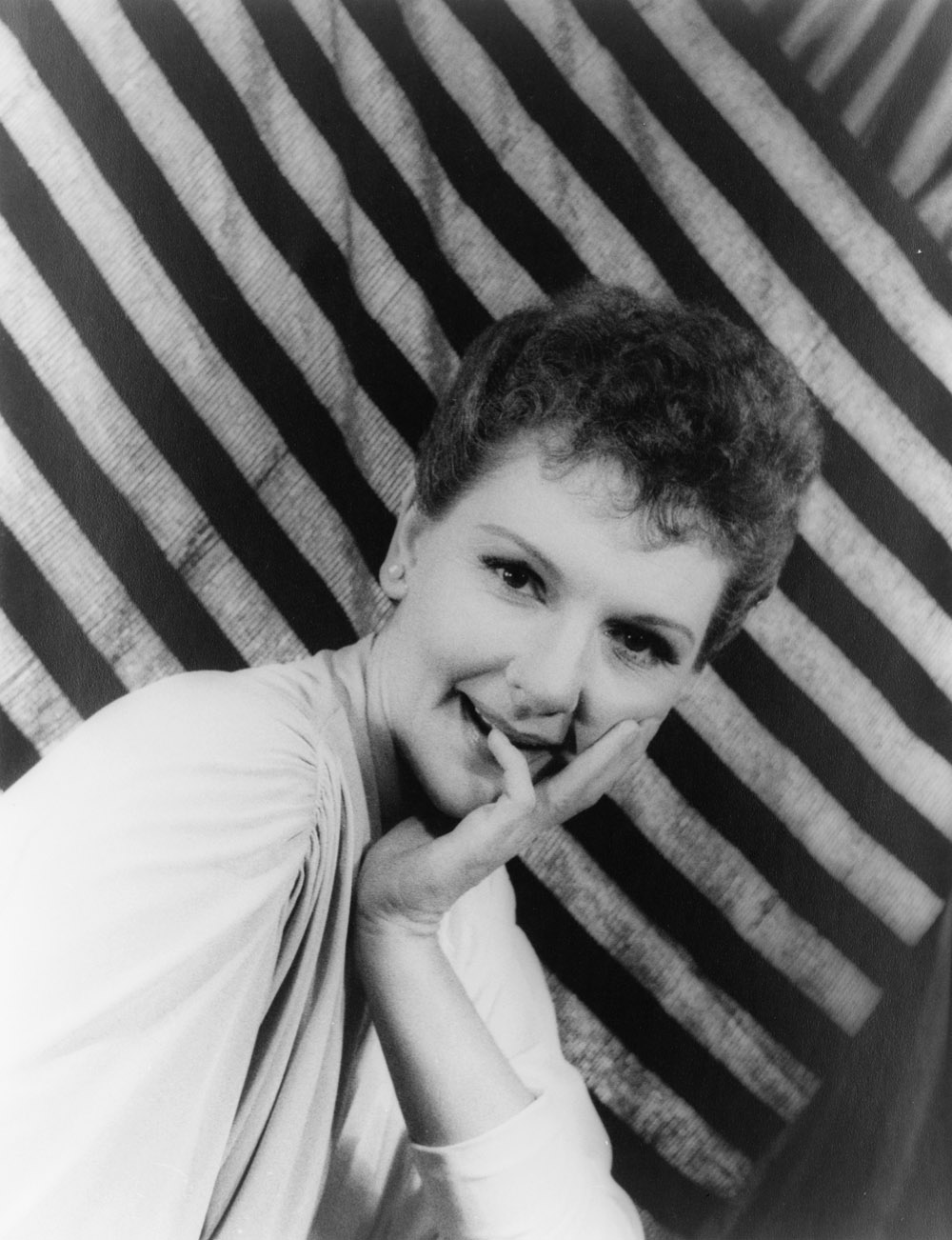
메리 마틴
(1949년에 칼 반 베치텐이 찍은 사진.)

메리 마틴(Mary Martin, 1913년 12월 1일 ~ 1990년 11월 3일)은 미국의 가수이다. 텍사스주의 웨드포드에서 출생하였다. 1938년에 콜 포터의 뮤지컬 《내게 맡겨요》에 데뷔한 이후 브로드웨이 뮤지컬의 여왕으로 명성을 떨쳤다. 《비너스의 키스》, 《남태평양》, 《사운드 오브 뮤직》 등을 불러 호평을 받았다.